# Sarh
Sarh je město v Čadu ležící na řece Šari. V roce 2012 zde žilo 103 269 obyvatel. V minulosti neslo název Fort Archambault. Je hlavním městem regionu Moyen-Chari a hlavním městem departmentu Barh Kôh a po městech N'Djamena a Moundou také třetí nejlidnatější město v zemi. 
Město bylo založeno v dobách Francouzské rovníkové Afriky jako útočiště pro navrátilce z pracovních táborů, kteří se v okolí podíleli na stavbě železnice. V roce 1967 byl ve městě vybudován průmyslový závod zaměřující se na textilní průmysl, typicky na zpracování bavlny. Díky své poloze na řece Šari je ve městě provozován také rybolov. V roce 1990 ve městě proběhla epidemie bakterie Neisseria meningitidis. Nachází se zde Letiště Sarh a v roce 2010 ve městě vznikla také Univerzita v Sarhu. 